# Hans Hueber
Hans Hueber (* 10. Dezember 1813 in Waizenkirchen, Oberösterreich; † 15. November 1889 ebenda) war ein österreichischer Miniaturmaler der Spätromantik, er unterwies Kaiserin Elisabeth in der Malerei.

## Leben
Er war ein Sohn von Johann Hueber, Handelsmann aus Waizenkirchen, und seiner Ehefrau Theresia, geborene Lehner, und wurde am Tag seiner Geburt auf den Namen Johann Evangelist getauft. Huebers Geburtshaus befindet sich am Marktplatz von Waizenkirchen (Hausnummer 8). Seine Jugend verlebte Hueber unter sparsamen Verhältnissen, er hatte elf Geschwister. Über eine mögliche erste Ausbildung ist nichts bekannt. Mitte der Dreißigerjahre besuchte er die Münchner Kunstakademie; von größerem Einfluss auf ihn war jedoch seine Mitgliedschaft beim Kunstverein München. Hier kam Hueber in Kontakt mit Malerkollegen, die sich wie er einer unakademischen Landschaftsmalerei widmeten. Hueber wurde 1836 oder 1837 in diesen Verein aufgenommen und blieb fast dreißig Jahre Mitglied. 
In den Vierzigerjahren stellte er regelmäßig im Kunstverein aus.
1843 schloss er sich mit Malerkollegen zum „Münchner Radirklub“ zusammen.
Für die Folgezeit geben mehrere erhaltene Skizzenbücher Auskunft über die Lebensstationen des Malers. Bezeugt ein Skizzenbuch aus dem Jahr 1848 ein intensives Studium der Landschaftsformen in der Umgebung Münchens, so finden sich in weiteren Büchern Hinweise auf Reisen. Im Sommer 1850 nach Marienbad, im Herbst des gleichen Jahres nach Scheveningen, im Juli 1852 Franzensbad, im September nach Heidelberg und im Herbst 1852 nach Stettin. Er reiste nach Franzensbad im Sommer 1853; und nach Scheveningen im Sommer 1854. Auch Nord- und Südtirol wurde von ihm bereist. Mit großer Wahrscheinlichkeit begleitete der Maler bei diesen Reisen seine Dienstgeber.
Hueber arbeitete häufig als Zeichenlehrer in aristokratischen Häusern. In dieser Funktion wurde Hans Hueber auch von der Familie des Herzogs Max in Bayern, des Vaters der Kaiserin Elisabeth, in Dienst genommen. Als Zeichenlehrer der bayrischen Prinzessinnen, unter anderem Sissi, lebte der Maler zwei Jahre auf Schloss Possenhofen am Starnberger See.
Als Hauptaufenthaltsort in den Vierziger- und Fünfzigerjahren ist München anzusehen. Dort lebte der Maler relativ gesichert vom Verkauf seiner Bilder.
Ab den Sechzigerjahren verlagerte sich der Lebensmittelpunkt des Künstlers nach Österreich. Hueber arbeitete auf Schloss Seisenegg als Zeichenlehrer in der Familie des Freiherrn von Risenfels. 
Ab dem Jahr 1865 bis zu seinem Tod lebte er völlig zurückgezogen in Waizenkirchen bei seiner Schwester. Die Verbindung zwischen beiden Geschwistern muss sehr eng gewesen sein. Als Hueber am 15. November 1889 starb, folgte ihm seine Schwester Creszenzia zwei Tage später in den Tod nach. 
Hueber war nie verheiratet.

## Nachlass
Als Hueber 1889 starb, hinterließ er eine große Menge vollendeter und unfertiger Gemälde, ohne eine Verfügung über seinen Besitz getroffen zu haben.
Viele seiner Bilder lagerten unsachgemäß in Kisten verpackt auf dem Dachboden. Die geschätzte Anzahl von ca. 1000 Kunstwerken wurde in alle Himmelsrichtungen verstreut. Über den größten Bestand, ca. 120 Zeichnungen und Bilder, verfügt das Oberösterreichische Landesmuseum, einige Werke befinden sich in der Kunstsammlung der Albertina.

## Hueber und seine Malerkollegen
1843 schloss sich Hans Hueber mit Christian Morgenstern, Friedrich Voltz, Eugen Napoleon Neureuther, Hermann Dyck u. w. zum Münchner Radierclub zusammen. Außer den Kontakten mit Freunden und Kollegen des Münchner Radierclubs werden Hueber noch weitere Verbindungen mit Künstlern nachgesagt. Künstlerpersönlichkeiten wie Moritz von Schwind, Carl Spitzweg, Carl Rottmann und Eduard Schleich der Ältere sind unter anderem Namen, die immer wieder in Verbindung mit Hueber genannt werden.
„Ah ja, der Hueber, der kann etwas, es ist nur schade, dass er sich nicht mehr zur Geltung bringen zu wollen scheint, er hätte das Zeug dazu“, so Moritz von Schwind.

## Künstlerische Schaffen
Huebers Landschaftsminiaturen stellen in der Ausgewogenheit der Stimmungswerte eine Besonderheit innerhalb der österreichischen und süddeutschen Landschaftsmalerei des 19. Jahrhunderts dar. Die in einzelnen Landschaftsminiaturen gemalten Figuren, die bei ihrer Winzigkeit meist nur aus ein Paar Pünktchen und Strichen bestehen zeigen einen Reiter, Kuh, Bauern oder Bäuerin mit Empfindung für die Proportion, dass sie selbst mit einer Lupe studiert noch ganz naturnah bleiben. Die Darstellung der Landschaft beschäftigte den Künstler seine ganze Schaffensperiode.
In seinen Farbskizzen sind mit wenigen Pinselstrichen die Erscheinungen der Natur mit ihren wechselnden Stimmungen festgehalten. 
Im Aufbau seiner Landschaftsbilder dominieren im Mittelgrund und Hintergrund Licht und Schattenzonen. Der lyrische Stimmungsgehalt, welcher seinen Werken eigen ist, wird hervorgerufen durch die besondere Strukturierung der Bildfläche. Der meist tiefliegende Horizont bewirkt, dass ein großer Teil der Bildfläche vom Himmel eingenommen wird, diese Himmelsflächen setzte er in seinen konstruierten „Fernbildern“ in Szene. Außerdem verstand es Hueber Wettersituationen und Beleuchtungseffekte in diesen Bildbereich stimmungsgeladen einzubringen. Menschen und Tierdarstellungen spielen in den Landschaftsbildern Huebers eine untergeordnete Rolle, es überwiegt die Natur in seinen Werken.
In seinen Skizzen und Zeichnungen war Hueber bemüht, mit wenigen Strichen den ersten Eindruck, die Gesamtansicht festzuhalten. Seine Strichführung ist außergewöhnlich fein. Hueber ist es dabei gelungen, dass Licht in seinen kleinformatigen Zeichnungen als atmosphärischen Stimmungsträger einzusetzen. Selbst in Huebers kleinsten Zeichnungen wird im Wechselspiel zwischen strukturierten Schattenbereichen und stehengelassenen Weißflächen diese Lichtdurchflutete Dichte erzielt. Verstreut finden sich auch Karikaturen Huebers, in denen er sich mit naivem und zugleich altväterlichem Humor über sich und andere lustig macht. Die bekannteste Karikatur von Franz Stelzhamer stammt von seiner Hand.

## Ausstellungen
In den 1840er Jahren stellte Hueber regelmäßig im Münchner Kunstverein aus.
- 1924 Hueber-Ausstellung im OÖ Landesmuseum in Linz unter der Leitung von Ubell.
- 1949 Hueber-Gedächtnisausstellung in Waizenkirchen.
- 1989 Hueber-Gedächtnisausstellung in Waizenkirchen anlässlich des einhundertsten Todestages
- 2013 Hans Hueber Gedächtnisausstellung anlässlich des 200. Geburtstages des Künstlers in den Schaufenstern im Ortszentrum von Waizenkirchen
- 2013–2014 Ausstellung im OÖ Landesmuseum, Landschaftsbilder und Karikaturen des oberösterreichischen Künstlers.